# Nave espacial

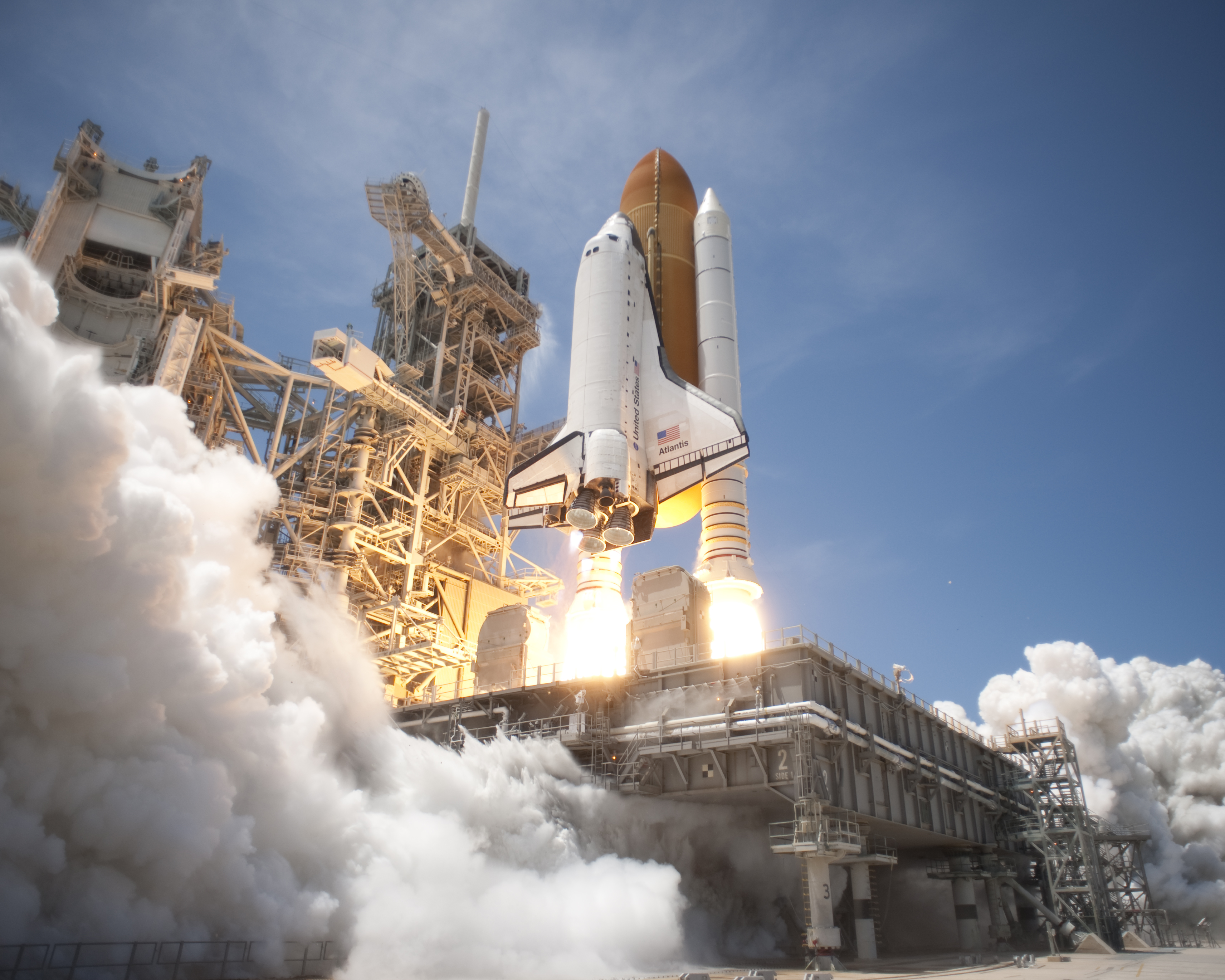
Atlantis despega desde la Plataforma de Lanzamiento 39A en el Centro Espacial Kennedy de la NASA en Florida en la misión STS-132 a la EEI a las 14:20 EDT el 14 de mayo del 2010. Este fue uno de los últimos vuelos del Atlantis antes de ser retirado.

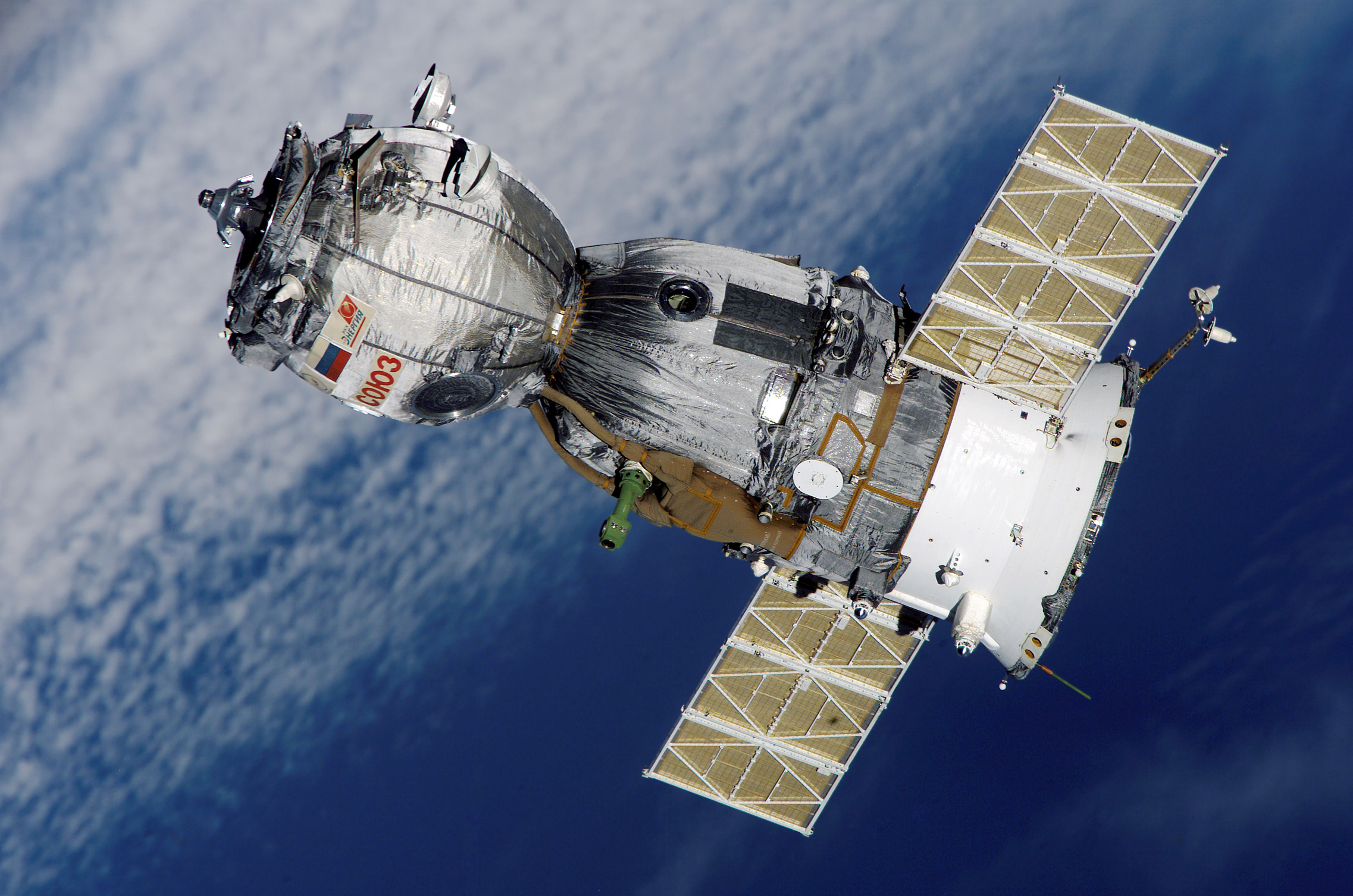
Más de 100 naves espaciales Soyuz tripuladas soviéticas y rusas (se muestra la versión TMA) han volado desde 1967 y ahora son compatibles con la Estación Espacial Internacional.

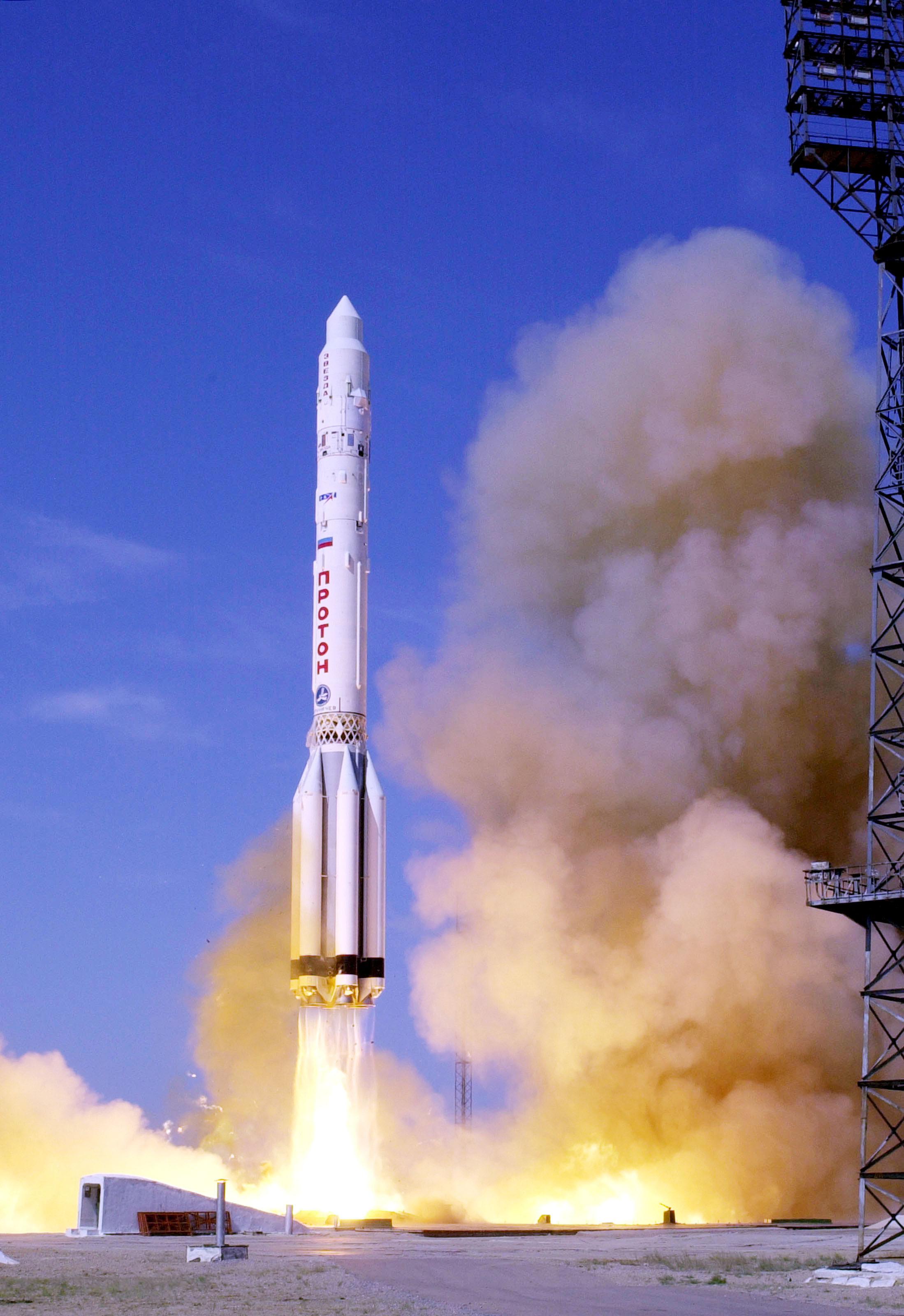
Cohete ruso Protón-K despegando con el módulo Zvezda para la EEI (Baikonur, 12 de julio de 2000)

Una nave espacial es un vehículo o máquina diseñada para volar en el espacio exterior. Las naves espaciales, un tipo de satélite artificial, se utilizan para una variedad de propósitos, que incluyen comunicaciones, observación de la Tierra, meteorología, navegación, colonización espacial, exploración planetaria y transporte de humanos y carga. Todas las naves espaciales, excepto los vehículos de una etapa a órbita, no pueden ingresar al espacio por sí mismas y requieren un vehículo de lanzamiento (cohete portador).
En un vuelo espacial suborbital, un vehículo espacial ingresa al espacio y luego regresa a la superficie, sin haber ganado suficiente energía o velocidad para hacer una órbita completa de la Tierra. Para los vuelos espaciales orbitales, las naves espaciales entran en órbitas cerradas alrededor de la Tierra o de otros cuerpos celestes. Las naves espaciales utilizadas para vuelos espaciales humanos llevan a las personas a bordo como tripulación o pasajeros desde el inicio o en órbita (estaciones espaciales) solamente, mientras que las utilizadas para misiones espaciales robóticas operan de forma autónoma o telerrobótica. Las naves espaciales robóticas utilizadas para apoyar la investigación científica son sondas espaciales. Las naves espaciales robóticas que permanecen en órbita alrededor de un cuerpo planetario son satélites artificiales. Hasta la fecha, solo un puñado de sondas interestelares, como Pioneer 10 y 11, Voyager 1 y 2, y New Horizons, están en trayectorias que salen del sistema solar.
La nave espacial orbital puede ser recuperable o no. La mayoría no lo son. Las naves espaciales recuperables pueden subdividirse por el método de reingreso a la Tierra en cápsulas espaciales no aladas y aviones espaciales alados.
La humanidad ha logrado el vuelo espacial, pero solo unas pocas naciones tienen la tecnología para los lanzamientos orbitales: Rusia (Roscosmos), Estados Unidos de América (NASA), los estados miembros de la Agencia Espacial Europea (ESA), Japón (JAXA), China (CNSA), India (ISRO),, Israel (ISA), Irán (ISA), República Popular Democrática de Corea (NATA) y la República de Corea (KARI).

## Primeras ideas
Aunque la idea de los viajes espaciales se remonta al menos hasta la época del antiguo faraón, no ocurre lo mismo con el concepto de "nave espacial", pues la imaginación humana se vio severamente condicionada por la falta de desarrollo tecnológico. Autores como Plutarco en el siglo I (De facie in orbe lunae), y Kepler en el siglo XVII (Somnium) mencionan viajes a la Luna, aunque no fueron capaces de concebir un artefacto capaz de realizar el viaje, valiéndose para ello de caminos ocultos o de la intervención de espíritus.
Los primeros intentos no mágicos para alcanzar el espacio aparecen en la segunda mitad del siglo XVIII, utilizando los precarios métodos disponibles en la época. Así, en Las aventuras del barón Munchausen se alcanza la Luna en globo. No obstante, este relato sigue perteneciendo todavía al género de la fantasía épica. El salto de la fantasía a la ciencia ficción se producirá casi un siglo después, en la famosa De la Tierra a la Luna, publicada por Julio Verne en 1865, en la que se emplea un gigantesco cañón balístico, de nuevo con destino a la Luna. En esta novela el autor ya trata de dar solución a algunos de los problemas de su método de viaje, tales como la ausencia de oxígeno fuera de la atmósfera o la compensación de la inmensa aceleración del despegue.
Años después, H. G. Wells seguiría usando el método del cañón en La guerra de los mundos (1898), pero en este caso con destino a Marte.
Es en esa época, ya en los inicios del siglo XX, cuando surgen finalmente las primeras ideas realistas sobre naves espaciales; ideas que vendrán asociadas al motor de reacción. La obra pionera en este campo es La exploración del espacio cósmico por medio de los motores de reacción, publicada por el físico ruso Konstantín Tsiolkovski en 1903. En este punto la ciencia ficción dará paso a la ciencia.

## Diseño
El diseño de naves espaciales abarca tanto a las naves no tripuladas o robóticas (satélites y sondas) como a las tripuladas (estaciones espaciales, transbordadores y módulos).
Todas las naves espaciales hasta la fecha constan de dos partes:
- Cohetes: sección impulsora, compuesta por los motores y los depósitos de combustible, cuya misión es abandonar la atmósfera terrestre y poner la nave en órbita estable.
- La nave en sí, que efectuará propiamente el viaje por el espacio, y que puede adoptar cualquiera de las formas anteriormente mencionadas.

## Sistemas de propulsión
Los cohetes impulsores funcionan con combustible químico, ya sea sólido o propelente líquido, mientras que las naves pueden funcionar con motores químicos, nucleares, iónicos o incluso mediante velas solares.
Siendo por el momento la propulsión química la única con referentes en la realidad práctica, debería suponerse más abundantes los ejemplos de su uso en la ciencia ficción. Pudo ser así en la ciencia ficción más temprana, antes de generalizarse el uso de la fisión atómica como fuente de energía.realidad, la soñadora mente de los escritores abandonó al viejo cohete como medio de salir de la Tierra.
Aun así se ha convertido en el emblema de toda una época y autores como Ray Bradbury, en Crónicas marcianas (1950), lo asociaron a su obra de manera casi indisoluble (si bien es posible que el tremendo calor del verano del cohete no fuera producido por combustión).
Los cohetes químicos tienen una autonomía muy limitada debido a su enorme gasto de masa de combustible y sería poco probable que nos llevasen mucho más allá de Marte. De hecho, sin poder desterrar totalmente este tipo de impulsor, la NASA está evaluando la posibilidad de construir un cañón electromagnético en la falda de una montaña para auxiliar en el despegue a las lanzaderas espaciales, ahorrando combustible y disminuyendo los riesgos de accidentes.
En La Luna es una cruel amante, Robert A. Heinlein, ya en 1966, utiliza una catapulta electromagnética para acelerar carga desde una base lunar a la Tierra y el mismo mecanismo es usado por Arthur C. Clarke en el relato Maelstrom II, de 1965. Estas obras, alejadas de la fantasía de las revistas de usar y tirar, pretenden abordar el tema de la colonización de cuerpos cercanos con cierto rigor científico.
Aún hoy la idea del cañón continua vigente en la forma de catapultas electromagnéticas y la llamada «propulsión a explosión atómica», conceptualmente idéntica a la explosión química.

## Ejemplos de naves espaciales

### Naves espaciales tripuladas
Orbitales
En servicio
- Estación Espacial Internacional
- Shenzhou (China)
- Soyuz (Rusia)

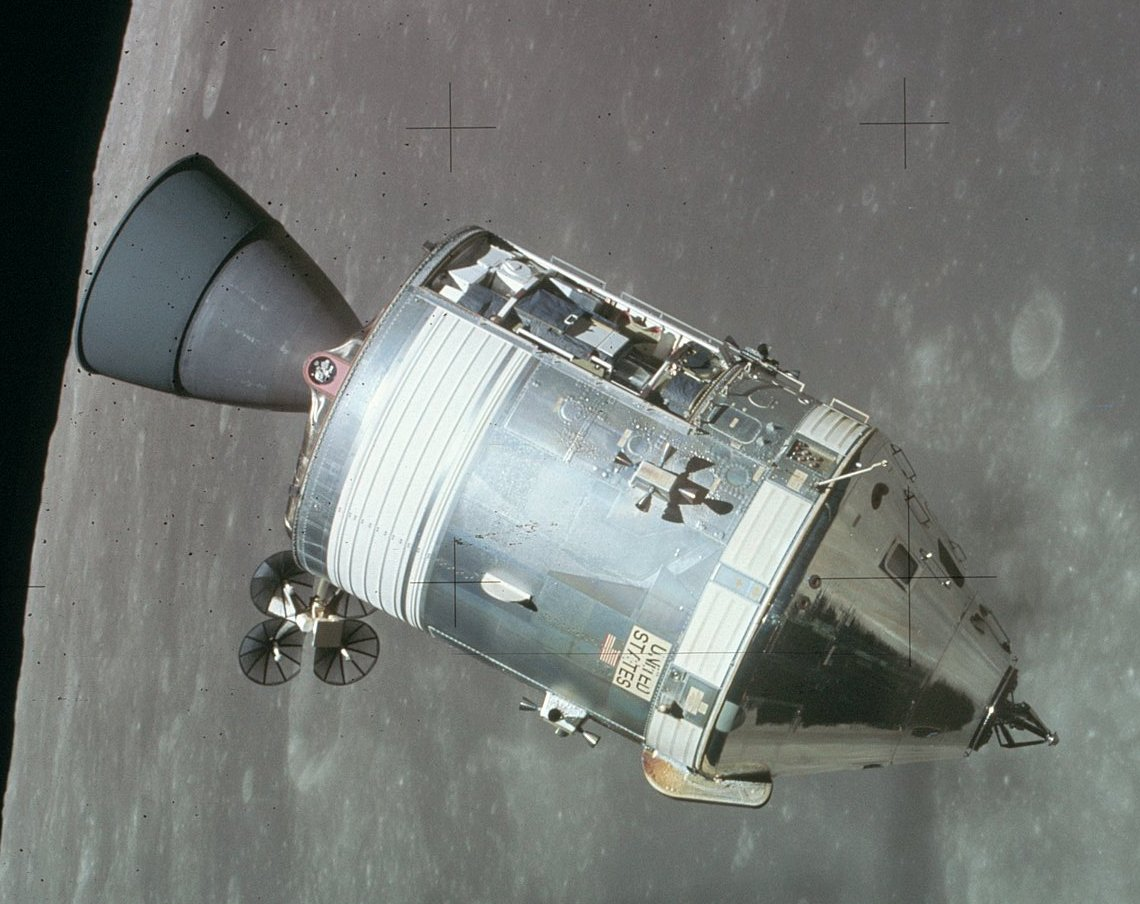
El módulo de Comando/Servicio de Apolo 15, visto desde el Módulo lunar el 2 de agosto de 1971

- Crew Dragon (Estados Unidos de América)
- CST-100 Starliner (Estados Unidos de América)

Fuera de servicio
- Nave espacial Apolo
- Nave espacial Gemini
- Proyecto Mercury
- Unidad de Maniobra Tripulada (la nave tripulada más pequeña)
- Estación espacial Mir
- Estación espacial Salyut
- Transbordador Burán
- Estación espacial Skylab
- Transbodador espacial estadounidense
- Programa Vosjod
- Programa Vostok

Suborbital
- SpaceShipOne
- X-15
- New Shepard

### Naves espaciales no tripuladas

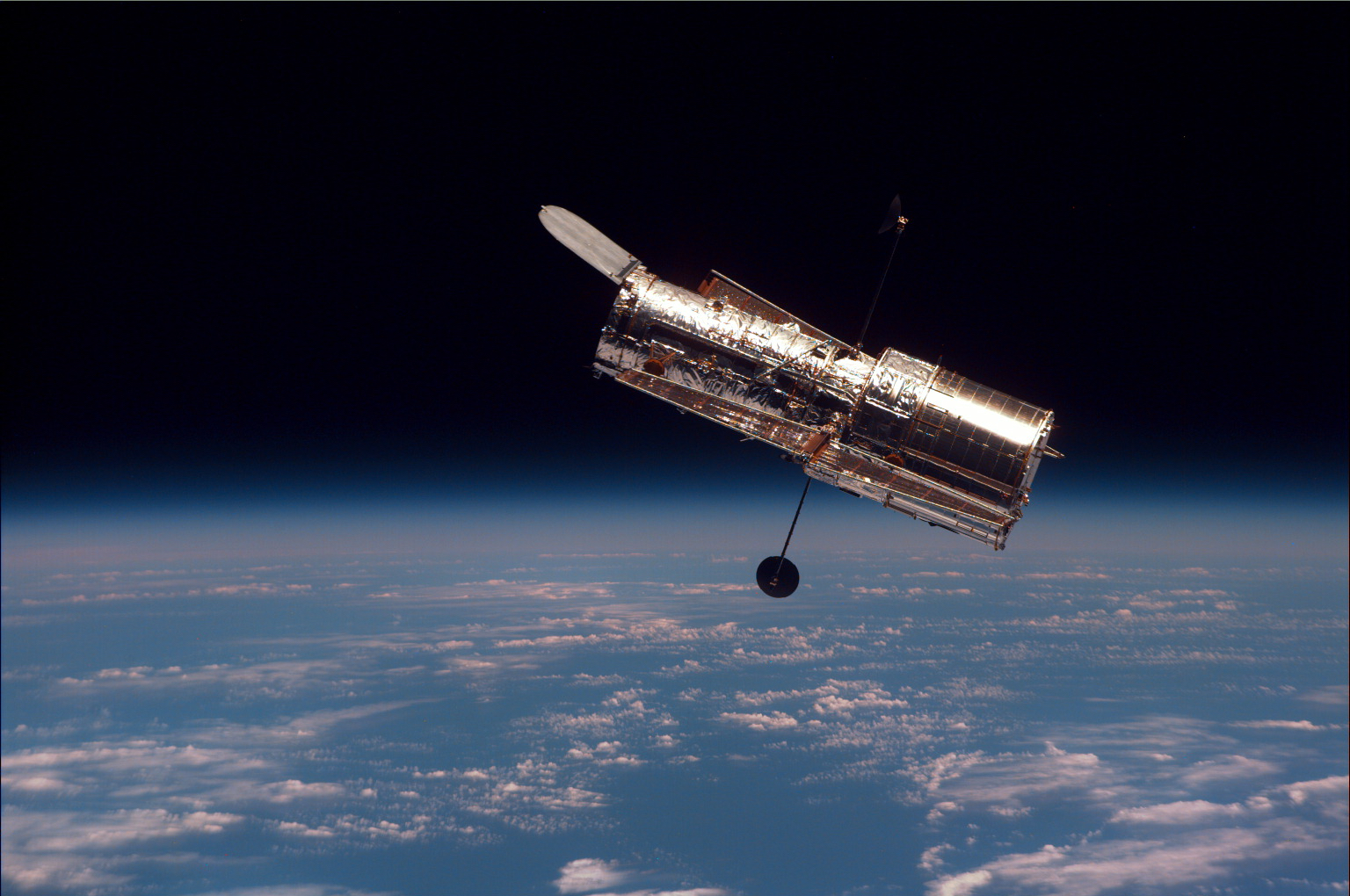
El Telescopio espacial Hubble

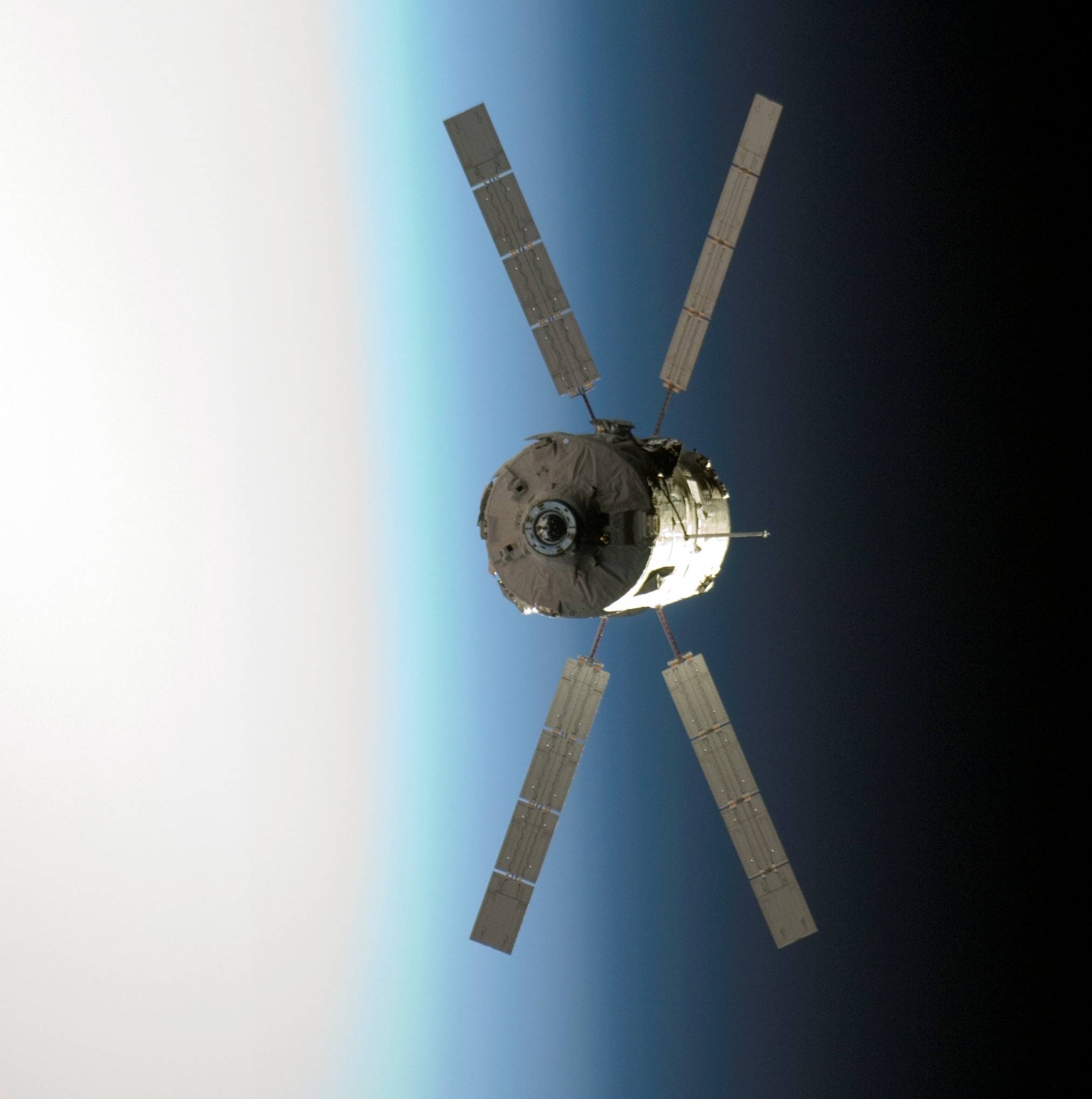
El vehículo de transferencia automática Jules Verne aproximándose a la Estación Espacial Internacional, el lunes 31 de marzo de 2008

Vehículo de aterrizaje suave (NASA).
Órbita terrestre

Concepción artística de la sonda Cassini en su maniobra de inserción en órbita alrededor de Saturno

- Vehículo de transferencia automatizado (ATV)—Nave espacial de carga no tripulada europea
- Buran Transbordador soviético (una sola misión, reutilizable)
- Explorer 1 Primer satélite de los EE. UU.
- Progress Nave espacial de carga no tripulada soviética
- Proyecto SCORE Primer satélite de comunicaciones
- SOHO (Solar and Heliospheric Observatory: Observatorio Solar y Heliosférico)
- Sputnik 1: primer satélite artificial del mundo
- Sputnik 2: primer satélite en órbita con un animal (perra Laika)
- Sputnik 5: primera cápsula del Vostok recuperada con sobrevivientes
- STEREO: observación ambiental de la Tierra
- Syncom: primer satélite de comunicaciones geosincrónico
- Kepler: satélite para la búsqueda de planetas extrasolares

Lunar
- Clementine: misión de la Marina de Estados Unidos. Orbitó la Luna y detectó hidrógeno en los polos
- Luna 1: primer vuelo sin tripulación que consigue llegar a la luna
- Luna 2: primer contacto con la superficie lunar
- Luna 3: primeras imágenes del lado oscuro de la luna
- Luna 9: primer alunizaje
- Luna 10: primera órbita lunar estable
- Luna 16: primera recogida de muestras de la superficie lunar no tripulada
- Lunar Orbiter: serie de exitosas naves espaciales que cartografiaron la Luna
- Lunar Prospector: confirma la detección de hidrógeno en los polos lunares
- SMART-1: sonda de impacto lunar de la ESA
- Surveyor: primer alunizaje de Estados Unidos
- Chandrayaan-1: primera misión lunar de la India

Interplanetario
- Cassini-Huygens: primer satélite artificial de Saturno y aterrizaje en su luna Titán
- Galileo: primer satélite artificial de Júpiter y sonda
- Mariner 4: primer acercamiento a Marte, primeras imágenes de cerca y alta resolución de Marte
- Mariner 9: primer satélite artificial de Marte
- Mariner 10: primeras fotografías detalladas de Mercurio
- Mars Exploration Rover: sonda motorizada en Marte
- Mars Global Surveyor: satélite artificial en Marte
- Mars Reconnaissance Orbiter: satélite artificial monitor de clima en Marte
- MESSENGER: primer satélite de Mercurio (llegada en 2011)
- Mars Pathfinder: sonda motorizada en Marte
- New Horizons: primer acercamiento a Plutón (llegada en 2015)
- Pioneer 10: primer acercamiento y fotos detalladas de Júpiter
- Pioneer 11: segunda en sobrevolar Júpiter y primer sobrevuelo cercano a Saturno
- Pioneer Venus: primer satélite artificial y sonda de superficie de Venus
- Venera 4: primer descenso controlado hasta la superficie de otro planeta (Venus)
- Viking 1: primer descenso controlado a la superficie de Marte
- Voyager 2: acercamiento a Júpiter, Saturno, y primer acercamiento a Neptuno y Urano

Otros (espacio profundo).
- Cluster
- Deep Space 1
- Deep Impact (misión espacial)
- Genesis
- Near Earth Asteroid Rendezvous
- Stardust
- WMAP

La nave espacial más rápida
- Sondas solares Helios 1 y 2 (252 792 km/h).

Las naves espaciales más alejadas del Sol
- Voyager 1, que en febrero de 2018 se encontraba a 141,25 AU (unidad astronómica: la distancia media entre la Tierra y el Sol) o 21.300 millones de kilómetros, alejándose a una velocidad cercana a las 3,6 UA (540 millones de kilómetros) al año. En agosto de 2012, se convirtió en la primera nave que dejó atrás la heliopausa y se adentró en el espacio interestelar.
- Pioneer 10, que en 2011 se encontraba a una distancia estimada de 15.400 millones de kilómetros, alejándose a una velocidad cercana a las 2,6 UA (390 millones de kilómetros) al año. Las comunicaciones se interrumpieron el 23 de enero de 2003, años después de lo inicialmente previsto.
- Voyager 2, que en febrero de 2018 se encontraba a 116,75 AU, alejándose a una velocidad cercana a las 3,3 UA (495 millones de kilómetros) al año.

La nave espacial más pesada
- Transbordador STS, NASA (con 2030 toneladas).

### Naves espaciales en desarrollo/propuestas
- Orión
- Kliper de Rusia
- Vehículo de transferencia H-II
- CNES Mars Netlander

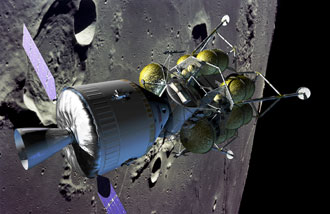
Vehículo propuesto Orión aproximándose a la Luna

- Telescopio Espacial James Webb (demorado)
- Proyecto Espacial Darwin
- Herschel Space Observatory
- Mars Science Laboratory, rover
- Terrestrial Planet Finder, sonda
- Boeing X-37
- System F6, prototipo de nave espacial fraccionada DARPA
- Reaction Engines Skylon con motor híbrido
- Estatorreactor Bussard, nave espacial capaz de alcanzar velocidades relativistas.
- Starship
- Oriel

### Programas de naves espaciales cancelados/sin fondos
Multietapa
- Project 921-3, lanzadera china
- Transbordador Hermes (ESA)
- Transbordador Burán (Rusia)
- Soyuz Kontakt
- Teledesic
- Manned Orbital Laboratory
- X-20

Reutilizables (SSTO).
- RR/British Aerospace HOTOL
- Hopper (de ESA).

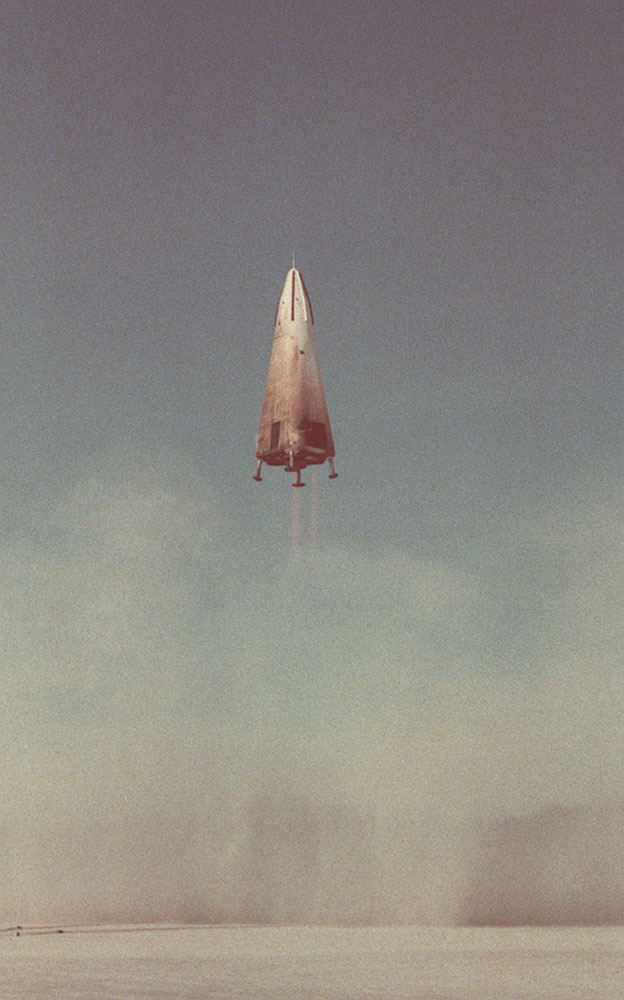
Primer vuelo de prueba del Delta Clipper-Experimental Advanced (DC-XA)

- McDonnell Douglas DC-X (Delta Clipper).
- Roton, nave híbrida con rotor
- VentureStar (de Lockheed-Martin).

## Naves espaciales de ficción
Las naves espaciales han sido siempre uno de los estandartes de la ciencia ficción. La ópera espacial sería un género muy mermado sin la posibilidad de efectuar vuelos interestelares y la ciencia ficción dura se encontraría privada de la colonización de otros mundos si no se pudiera contar con el viaje interplanetario.
Las naves espaciales utilizadas en uno u otro género son muy diferentes, sobre todo en cuanto a su plausibilidad y a su posibilidad de materialización con la actual tecnología. El grado de desarrollo del saber científico en el momento de realización de la obra ha marcado la evolución del concepto de nave espacial y ha diversificado los métodos de propulsión. Así nos encontramos con diferentes tipos de propulsión que se corresponden con el nivel de especulación y de conocimiento característico de cada autor.
Algunas obras representativas que tratan sobre el tema son:
- Julio Verne escribió De la Tierra a la Luna en 1865
- C-57D (Planeta prohibido), una nave que parece como un platillo volante
- Discovery 1 en la película 2001: a space odyssey
- Rama en las novelas de Arthur C. Clarke y Gentry Lee
- Galasphere 347 en la serie de marionetas Space Patrol
- UNSC Pillar of Autumn en la primera entrega del videojuego de Halo
- Fireball XL5 de la serie de televisión del mismo nombre
- TARDIS, una nave espaciotemporal no convencional, en la serie de televisión Doctor Who.
- USS Enterprise, una nave con empuje warp, en la serie Star Trek.
- Halcón Milenario, la nave de Han Solo en las películas Star Wars.
- Prometheus, en la serie de televisión Stargate SG-1
- Liberator, en la película Blake's 7
- Nostromo, en la película Alien.
- Estrella Blanca, en la serie de televisión Babylon 5.
- LEXX, una nave espacial tripulada en la serie del mismo nombre
- Moya (Farscape), otra nave espacial tripulada
- Battlestar (‘estrella de batalla’) de la serie de televisión Battlestar Galactica
- Jupiter 2 en la serie de televisión Perdidos en el espacio
- GSV, un crucero/hábitat consciente de la serie de novelas de The Culture
- SDF-1 en Robotech, una serie de televisión
- Macross de las series de animé The Super Dimension Fortress Macross
- MegaShip de la serie Power Rangers en el espacio
- Ptolemaios II de la serie de anime Gundam 00
- SSV Normandy del videojuego Mass Effect
- Nave de Planet Express de la serie de televisión Futurama
- Prometheus en la película Prometheus (2012)

### Motor de fisión nuclear
Entrada la Edad de Oro de la ciencia ficción, la mayoría de los autores se destacaron por sus naves de propulsión nuclear para sus viajes imaginados, reflejando el auge que experimentó ese método de producción de energía en la época.
Por ejemplo, Arthur C. Clarke en El fin de la infancia (1953) muestra a dos superpotencias que compiten en la carrera espacial por conquistar la Luna mediante naves de propulsión atómica.
El motor de fisión mejora mucho el rendimiento de un cohete químico y el combustible puede ser cualquier líquido susceptible de hervir. Puesto que el combustible nuclear teóricamente debe durar mucho tiempo, una nave propulsada por un motor de este tipo podría llevar a cabo un viaje de diez o doce años sin más que repostar periódicamente masa de reacción.

### Explosión atómica: el proyecto Orión
Buscando un modo de utilizar más eficientemente la energía atómica surgió el Proyecto Orión, que consiste en utilizar una explosión atómica para producir plasma, que al chocar contra un plato en el vehículo espacial, generaría un enorme impulso.
La duración del estallido es tan breve que el plato de impulso, de acero o aluminio, apenas sufre un ligero desgaste.
El resultado es un motor con una relación de impulso miles de veces mayor que el de un motor químico. Además, necesita una masa de reacción mucho menor gracias a las altas velocidades que alcanza el plasma.
Sin embargo, un pequeño fallo en el proceso de detonación puede destruir la nave, así como todo lo que haya a su alrededor.
No obstante, la ciencia ficción ha podido soslayar estos inconvenientes. En la película Deep Impact, la nave está dotada de un sistema de propulsión Orión, y el plato de impulso se puede apreciar perfectamente en la secuencia de partida de la nave.

### Naves de fusión
La fusión atómica consiste, en esencia, en fundir dos átomos de hidrógeno para formar helio, acompañado de un enorme desprendimiento de energía. Las partículas resultantes son altamente energéticas y se mueven a velocidades muy cercanas a la luz. Por tanto, ese sería el límite teórico de una nave de este tipo.[cita requerida]
Al igual que en la fisión, las partículas expelidas que proporcionan el impulso a reacción alcanzan temperaturas muy elevadas, lo que supone un problema a la hora de buscar materiales para fabricar las toberas. Sin embargo, en la fusión se puede ajustar la reacción de modo que los subproductos de la misma sean partículas cargadas en su mayor parte, lo que permitiría encauzarlas mediante campos electromagnéticos.
Gran parte de la energía que libera la fusión debe dedicarse al mantenimiento de estos campos. Aun así, teniendo en cuenta la tolerancia biológica del ser humano a la aceleración (situado en torno a 10g) el reactor de fusión proporciona energía más que suficiente para alcanzar este límite.
Estas naves son capaces de mantener aceleraciones sostenidas de 1g, emulando gravedad artificial. Al cabo de menos de un año, la nave se desplazaría a un décimo de la velocidad de la luz, lo que supone una opción viable para un posible viaje interplanetario.

### Motores de antimateria
Una fuente energética aún más poderosa que la fusión sería la aniquilación materia-antimateria.
Un motor de antimateria, produciría teóricamente unos 20.000 billones de julios por kilogramo de combustible, lo que sería el óptimo desde un punto de vista energético para la propulsión de una nave espacial.
En la aniquilación de protones y antiprotones se generan como subproducto piones que son susceptibles de ser manejados mediante campos magnéticos para producir impulso. Estos piones se mueven prácticamente a la velocidad de la luz, por lo que la velocidad final de estas naves también sería muy alta.
Como se ha mencionado antes, el exceso de energía producida se puede emplear para propulsar naves mucho mayores que las anteriores.
Sin embargo, la antimateria es difícil de producir y altamente inestable, lo que complica su uso. Autores como Joe Haldeman o Stephen Baxter han utilizado la artimaña de inventar una fuente natural de antimateria, pero ha sido más habitual encontrar el concepto asociado a usos oscuros y milagrosos, como en el caso de los motores de la nave Enterprise (de la serie Star Trek).

### Agujero de gusano
Los agujeros de gusano son muy conocidos entre las películas, series y videojuegos (Star Wars, Interstellar o Stargate, por ejemplo), un fenómeno no comprobado científicamente que hace saltos en el espacio-tiempo.

### Motores Warp
Los motores Warp o de curvatura son tipo de motor hipotético cuya viabilidad a futuro es discutida. Generan una distorsión en el tejido espacio-temporal que rodea la nave, de manera que no es la nave la que surca el espacio a alta velocidad, sino el propio espacio el que estira, transportando la nave con él. Este sistema posee la ventaja de que puede burlar la limitación de la velocidad de la luz, pudiendo en teoría alcanzarse velocidades arbitrariamente altas. El inconveniente es que la cantidad de energía requerida para un viaje así sería desproporcionada.

### Velas solares
Este sistema carece de motor y de combustible, y aprovechando en su lugar el viento solar o la radiación solar mediante enormes velas. Existen prototipos experimentales que confirman la validez del concepto, pero la tecnología actual carece de los materiales adecuados para hacer de este sistema un método útil. Aun así, las velas solares se emplean en numerosas obras de ciencia ficción.